# サルトリイバラ科
サルトリイバラ科（サルトリイバラか、またはシオデ科（シオデか）、Smilacaceae）は単子葉植物に属する科。
従来ユリ科に含められていたが、形態が他のユリ科植物と大きく異なるためクロンキスト体系では独立の科とされている。

## 特徴
主に熱帯から亜熱帯にかけて分布し、いくつかの種は温帯に分布する。
低木または草本で、多くはつる性、または他の物によりかかって伸びる。葉は幅広い。4-12属に分類され、375種ほどが知られている。

## 下位分類
クロンキスト体系でのサルトリイバラ科は4つのグループに分けられ、APG植物分類体系ではそれぞれを別の科としているが、そのうち狭義のサルトリイバラ科が圧倒的に多い。以下グループ（APG植物分類体系での科名）に分けて述べる。

### Smilacaceae
狭義のサルトリイバラ科。葉は幅広い心臓形、托葉が巻きひげになっているのが特徴（一部の種は葉柄で巻きつく）。花は単性花で雌雄異株のものが多く、小型の花が散形花序をつくるものが多い。果実は液果。
2ないし4属、約370種が世界的に広く分布する。日本にはシオデ（サルトリイバラ）属 Smilax とカラスキバサンキライ属 Heterosmilax の10種ほどが分布し、そのほか Pseudosmilax 属などに分けられる。
つる性草本のシオデ Smilax riparia var. ussuriensis は山菜として知られ、栽培も試みられている。木本のサルトリイバラ Smilax china は茎にとげがあり、秋に赤く熟する果実が美しいのでいけばなに用いられる。また、西日本のかなり広範な地域では、柏餅のカシワの葉の代用としてこれを用いる。

### Philesiaceae
Philesia、Lapageria の2属2種。南米南部に分布する。花は大型で美しく、特にツバキカズラ Lapageria rosea はよく栽培され、チリの国花でもある。

### Luzuriagaceae
Drymophila、Eustrephus、Geitonoplesium、Luzuriaga の4属5種ほど。南米南部とオーストラリア東部などに分布。

### Rhipogonaceae
Rhipogonum の1属6種ほど。オーストラリア東部などに分布。

## 日本で見られる主な種
ヤマカシュウ(粘魚鬚) Smilax sieboldii
やや弱い棘を持ち、サルトリイバラとシオデの中間のような雰囲気。サルトリイバラと並んで生えていることも多い。
この2つはシオデに比べると林内より林縁で見ることが多い。
刺は触ってもあまり痛いものでなく、他の植物に寄りかかる道具程度のものと思われる。
サルマメ(山藜児、金剛樹) Smilax biflora var. trinervula
山間部で見られる、足元に生えている弾力のある小潅木で、ミヤマクマヤナギなどと共に見落とされやすい。かなり地味な植物だが意外と生えているようだ。
ヒメカカラ Smilax biflora
サルマメをさらに小さくしたような植物である。山野草として出回っている。
マルバサンキライ Smilax vaginata var. stans
ヤマガシュウと共に、石灰岩の露頭の多い地域では見られやすいといわれる。意外と葉は丸くはない。茎は丈夫。　サルマメなどと比べるとややすっきりとした印象を受ける。
カララもサンキライもサルトリイバラを指す。
マルバサンキライが見られる山では、サルマメもヤマガシュウも見やすい。
タチシオデ Smilax nipponica
シオデに比べると葉裏の白いもので、その名に反して基部が立ちあがっていない群落も見られる。
花被片が反り返るのがシオデ、そうならないのがタチシオデという識別方法もあるが、同様に反り返るのがヤマホトトギス、反り返らないのがヤマジノホトトギス。という見分け方があり、同じような環境に生えているので、あわせて覚えておくとよいかもしれない。この見分け方は失念しやすいので、出かける際にマイメモを持っていくのが便利。